# 鲁容乡
鲁容乡，是中华人民共和国贵州省黔西南布依族苗族自治州贞丰县下辖的一个乡镇级行政单位。

## 行政区划
鲁容乡下辖以下地区：
鲁容村、纳翁村、纳腊村、皎贯村、落烟村、卡务村、板绕村、里秀村、江育村和孔明村。